# 紀名虎
紀 名虎（き の なとら）は、平安時代初期の貴族。中納言・紀勝長の子。官位は正四位下・刑部卿。

## 経歴
嵯峨朝末の弘仁13年（822年）従五位下に叙爵。淳和朝では叙位任官記録がないなど昇進が停滞した。
仁明朝初頭の承和元年（834年）に兄の興道が没すると、翌承和2年（835年）従五位上次いで正五位下、承和5年（838年）従四位下、承和8年（840年）従四位上、承和10年（842年）正四位下と急速に昇進を果たす。また、この間に右馬頭・左衛門佐・掃部頭・中務大輔など京官を歴任した。この急速な昇進は、娘の種子を仁明天皇の後宮に女官（更衣）として仕えさせたことによるものとされる。承和11年（843年）刑部卿に任ぜられる。
またこの頃、名虎はもう一人の娘である静子を皇太子・道康親王（のち文徳天皇）に入侍させており、承和12年（844年）には第一皇子・惟喬親王を儲けている。承和14年（847年）6月16日卒去。最終官位は散位正四位下。
なお名虎の死後、文徳天皇は右大臣・藤原良房の外孫である皇太子・惟仁親王（のち清和天皇）が成人するまでの間、惟喬親王に皇位を嗣がせようとしたとされるが、これは実現しなかった。

## 逸話
惟喬・惟仁両親王の立太子を巡って、名虎と良房とがそれぞれ真言僧の真済と真雅とに加持祈祷させた、あるいは名虎と良房が相撲をとって勝負を決めた、さらには、立太子争いに敗れた名虎が血を吐いて死んだ等の逸話がある。しかし、実際には惟仁親王誕生（嘉祥3年〔850年〕）の3年前に名虎は没しており、これらの逸話は史実ではなく、第一皇子でありながら皇位に就けなかった惟喬親王に対する同情が生んだ伝説と考えられている。

## 官歴
注記のないものは『六国史』による。
- 時期不詳：正六位上
- 弘仁13年（822年） 10月1日：従五位下
- 承和2年（835年） 正月7日：従五位上。5月10日：正五位下。8月14日：右馬頭[4]
- 承和3年（836年） 正月：左衛門佐[4]
- 承和5年（838年） 正月7日：従四位下
- 承和6年（839年） 2月18日：兼掃部頭。4月25日：見中務大輔兼備前守
- 承和8年（840年） 11月20日：従四位上
- 承和9年（841年） 8月28日：美濃守[4]
- 承和10年（842年） 正月23日：正四位下
- 承和11年（843年） 正月11日：刑部卿
- 承和14年（847年） 6月16日：卒去（散位正四位下）

## 系譜
- 父：紀勝長[5]
- 母：不詳
- 生母不詳の子女
  - 男子：紀有常[6]（815-877）
  - 女子：紀種子[7]（?-869） - 仁明天皇更衣
  - 女子：紀静子[8]（?-866） - 文徳天皇更衣
  - 女子：藤原富士麻呂室[9]
  - 女子：藤原有貞室[9]
  - 女子：藤原清邦室?[10] - 藤原元真の母